# تپه ایلاق جوق
تپه ایلاق جوق مربوط به هزاره ۵ -قرن ۴و۵ ه.ق است و در شهرستان درگز، بخش چاپشلو، روستای ایلاق جوق واقع شده و این اثر در تاریخ ۱۰ دی ۱۳۸۱ با شمارهٔ ثبت ۶۷۱۱ به‌عنوان یکی از آثار ملی ایران به ثبت رسیده است.